# Blok kablowy
Blok kablowy – osłona dla trasy kablowej prowadzonej pod ziemią. Wykonana jest najczęściej z betonu, w którym są otwory lub osadzone rury do wciągania pojedynczych kabli wielożyłowych lub wiązek kabli jednożyłowych tworzące układ trójfazowy. Bloki kablowe mają najczęściej zastosowanie w uzbrojeniu terenów o dużym natężeniu ruch ulicznego, gdzie rozkopywanie uszkodzonego kabla byłoby utrudnione. W blokach kablowych układa się zazwyczaj kable bez osłony pancerza. Średnica wewnętrzna otworu lub rury  w bloku powinna być równa co najmniej 1,5-krotnej średnicy zewnętrznej kabla, jednak nie mniejszej niż 5 cm.